# Lukas (przeor kłodzki)
Lukas (XIV/XV wiek) – mnich i piąty przeor klasztoru augustianów w Kłodzku w latach 1413–1435.

## Życiorys
Nie mamy wielu wiadomości na temat jego pochodzenia i życia. W 1413 roku objął stanowisko przeora klasztoru augustianów w Kłodzku, a na cały okres jego rządów przypadły wojny husyckie (1419–1436), które doprowadziły do spustoszenia ziemi kłodzkiej, której ludność w zdecydowanej większości pozostała wierna Kościołowi katolickiemu. Już na początku wybuchu wojny w 1419 roku, kłodzcy augustianie utracili czeskie dobra Kostomlath.
W grudniu 1428 roku wojska husyckie wkroczyły na ziemię kłodzką, podchodząc pod samo Kłodzko. Ostatecznie husyci odstąpili od oblężenia miasta, jednak mimo to dokonali spalenia okolicznych miejscowości oraz dóbr, w tym należących do augustianów.
Zezwalał swoim współbraciom na podróżowanie do innych klasztorów, w tym sam przez pewien czas przebywał we Wrocławiu na Piasku. W 1434 roku otrzymał od króla czeskiego Zygmunta Luksemburskiego potwierdzenie dotychczasowych przywilejów dla zakonu na ziemi kłodzkiej. W tym samym czasie dochodziło do nieustannych konfliktów między augustianami a rajcami miejskimi w Kłodzku oraz miejscową szlachtą, których powodem było zwolnienie z wergelt, czyli kosztów związanych z utrzymaniem infrastruktury obronnej i innych podatków wprowadzonych w 1364 roku po śmierci fundatora klasztoru augustianów w Kłodzku, arcybiskupa praskiego – Arnoszta z Pardubic. Podobnie nie najlepiej układały się kontakty między augustianami a innymi zakonami w Kłodzku, w tym zwłaszcza joannitami, jednak nie były one wrogie jak w drugiej połowie XIV wieku. Lukas ostatecznie zrezygnował z pełnienia funkcji przeora w 1435 roku.